# Epiblepharis pedunculata
Epiblepharis pedunculata är en tvåvingeart som beskrevs av Mario Bezzi 1908. Epiblepharis pedunculata ingår i släktet Epiblepharis och familjen rovflugor.
Artens utbredningsområde är Kongo. Inga underarter finns listade i Catalogue of Life.